# 58 Pułk Czołgów

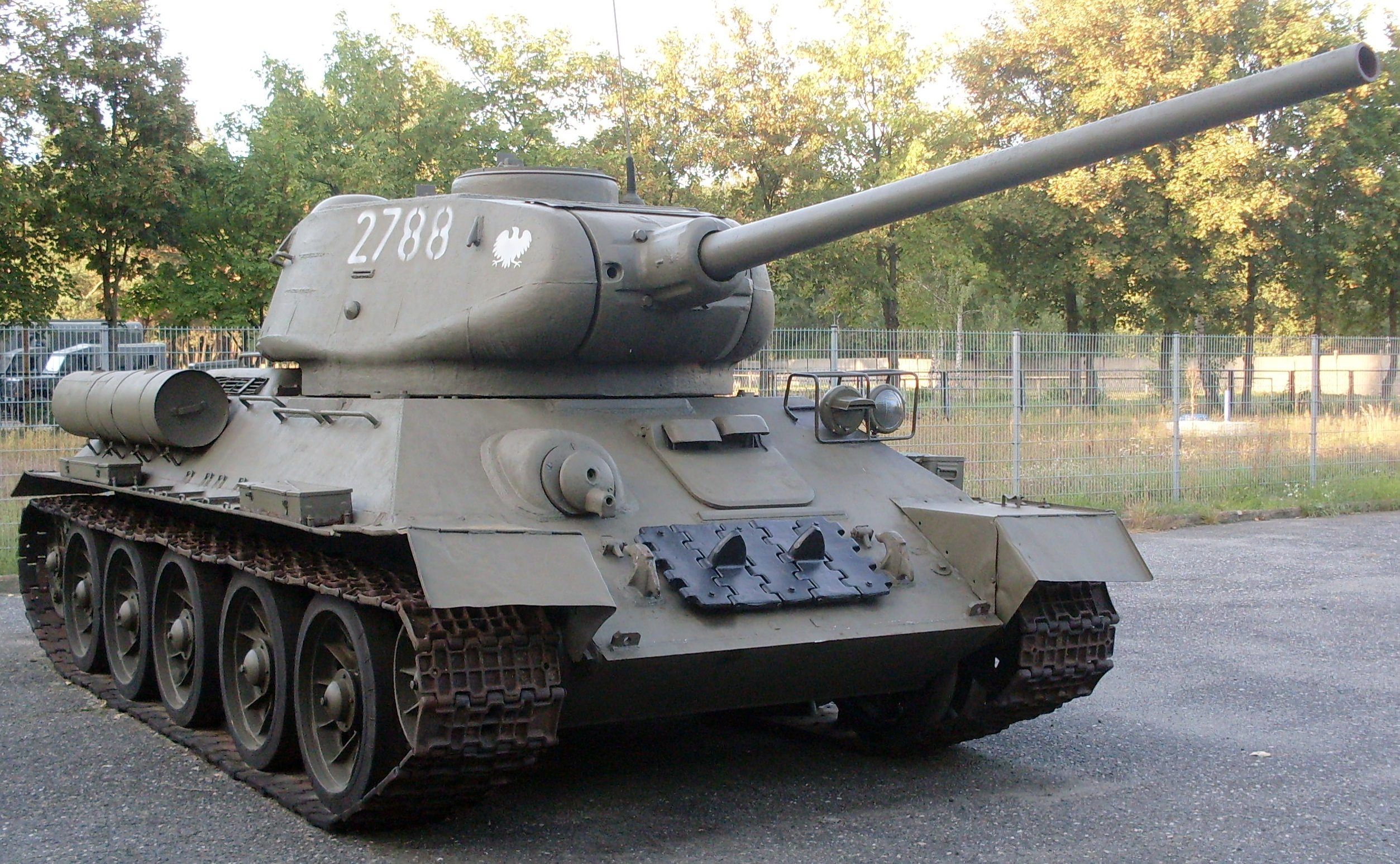
T-34/85 – podstawowy czołg pułku na przełomie lat 50. i 60. XX wieku.

58 pułk czołgów średnich (58 pcz) – oddział wojsk pancernych ludowego Wojska Polskiego.
W 1952, w garnizonie Elbląg został sformowany 58 pułk zmechanizowany. Jednostka została zorganizowana według etatu Nr 5/83 o stanie 1233 żołnierzy i 13 pracowników cywilnych. Oddział wchodził w skład 16 Kaszubskiej Dywizji Zmechanizowanej.
Jesienią 1955 roku 58 pułk zmechanizowany został przeformowany w 58 pułk czołgów średnich według etatu Nr 5/179 o stanie 468 wojskowych i 10 pracowników cywilnych. Jednostka została włączona w skład 16 Kaszubskiej Dywizji Pancernej.
30 września 1967 roku 58 Pułk Czołgów Średnich przyjął dziedzictwo tradycji 60 Kartuskiego pułku piechoty i został przemianowany na 60 Kartuski pułk czołgów średnich.

## Dowódcy pułku
- mjr Bronisław Jakimowicz VIII 1952 - VII 1955
- mjr Aleksander Gaweł (IX 1955 - VIII 1957)
- mjr Eugeniusz Somow (IX 1957 - VIII 1959)
- mjr Stanisław Majewski (IX 1959 - VIII 1960)
- ppłk dypl. Władysław Szymłowski (IX 1960 - X 1965)
- ppłk dypl. Bronisław Góra (XI 1965 - IX 1968)

## Struktura organizacyjna pułku  (1955)
- dowództwo pułku
- 1-5 kompania czołgów średnich
- kompania piechoty zmotoryzowanej
- kompania rozpoznawcza
- pluton łączności
- pluton saperów
- pluton ochrony i regulacji ruchu
- pluton przeciwlotniczy
- pluton transportowo-gospodarczy